# 甲山1號墳
甲山1號墳（日语：／ Kabutoyamaichigōkofun）是位於日本愛知縣岡崎市六供町的一座古墳，屬於甲山古墳群，岡崎市指定史跡。古墳推測建於古墳時代中期（約4世紀末至5世紀初），前方後圓墳來說的話為三河地方規模最大。

## 概要

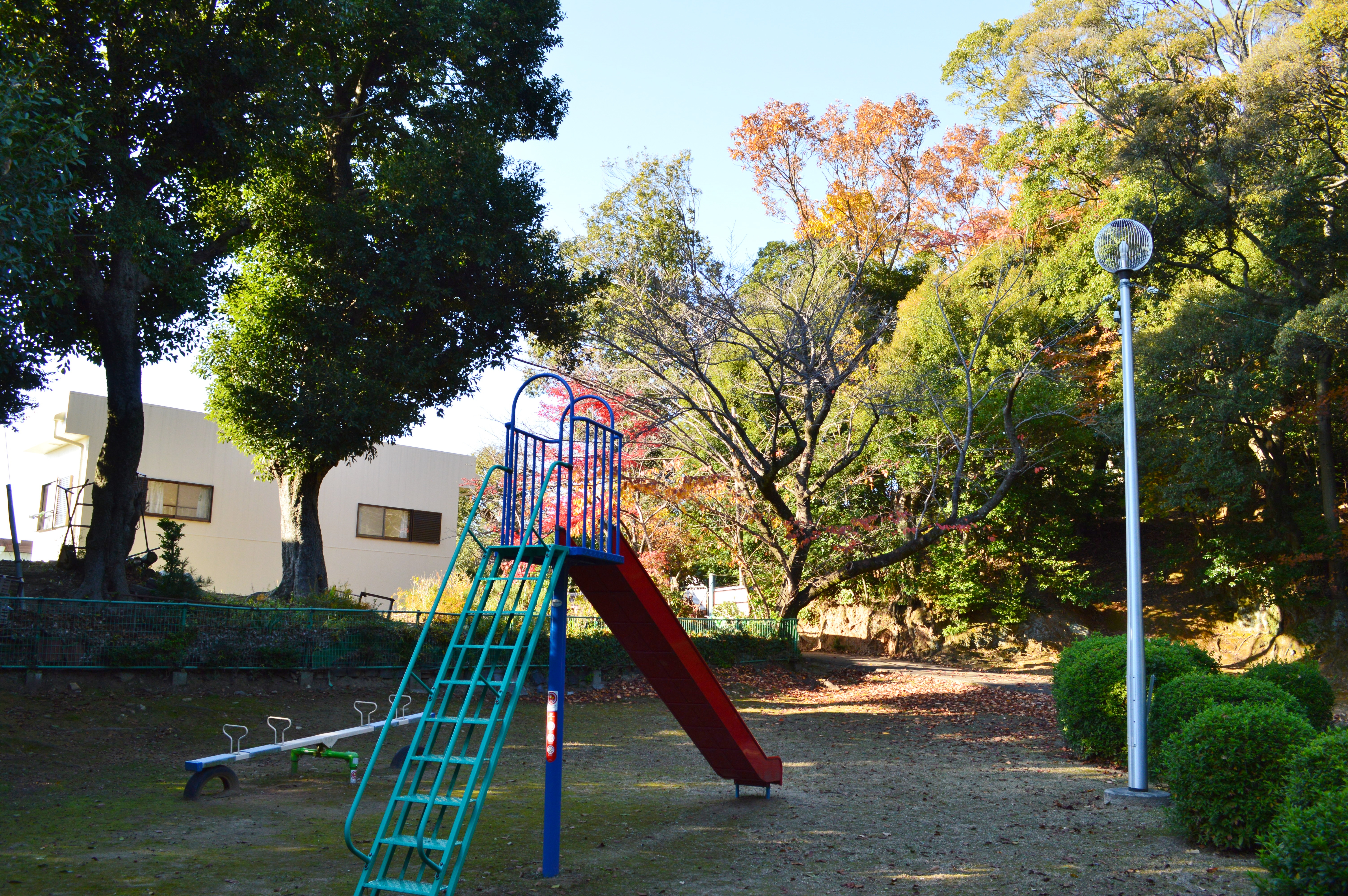
1號墳（右）和2號墳（左）

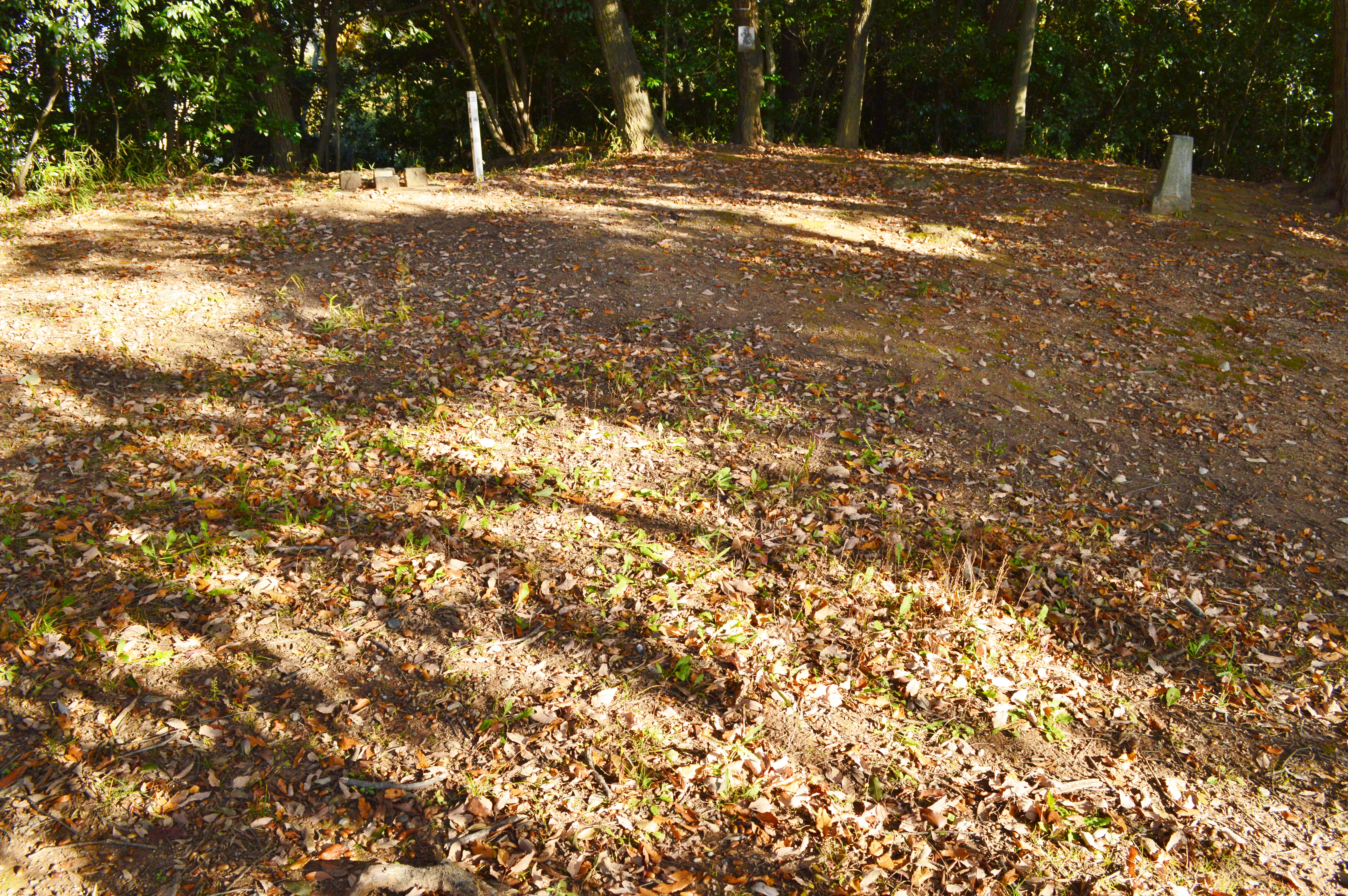
1號墳墳頂

古墳位處於愛知縣中部，矢作川中流左岸的獨立丘陵標高64.5米甲山。丘陵上，除了本古墳外，還有2號墳、均已消失的3號墳和三岩古墳，統稱為甲山古墳群。而「甲山」這個名稱，則是由於當地的日本武尊傳說而來。
一直以來，古墳被視為圓墳，直徑60米、高8米，屬於規模較大。然而，近年有些說法認為古墳為前方後圓墳，將位於古墳南面的2號墳或西面的紀念寺視為前方部分。以2號墳為前方部分的話，古墳的墳丘長達120米，為三河地方（愛知縣中部和東部）內規模最大的。墳丘表面有埴輪碎片（圓筒埴輪）。1944年，在設置防空監視哨和防空洞期間，古墳出土了木炭，因此推測墓室內使用了木炭槨。另外，古墳也出土了鐵刀，但是和木炭一同在第二次世界大戰期間毀於戰火之中。由此推測，古墳建於古墳時代中期（約4世紀末至5世紀初））。另外，古墳周邊的古墳則被視為本古墳的陪葬墓。
1972年，古墳獲指定為岡崎市指定史跡。1989年，為了在編寫《岡崎市史》，進行了墳丘測量，相關內容刊於《岡崎市史 史料 考古下》內。

## 文化財

### 岡崎市指定文化財
- 史跡
  - 甲山第1號墳 - 所有者為甲山寺（日语：甲山寺 (岡崎市)）。指定範圍面積達706.50平方米。1972年7月5日指定[6]。

## 外部連結
- 小蓮古墳 （页面存档备份，存于）